# Lepper (fabrikant)

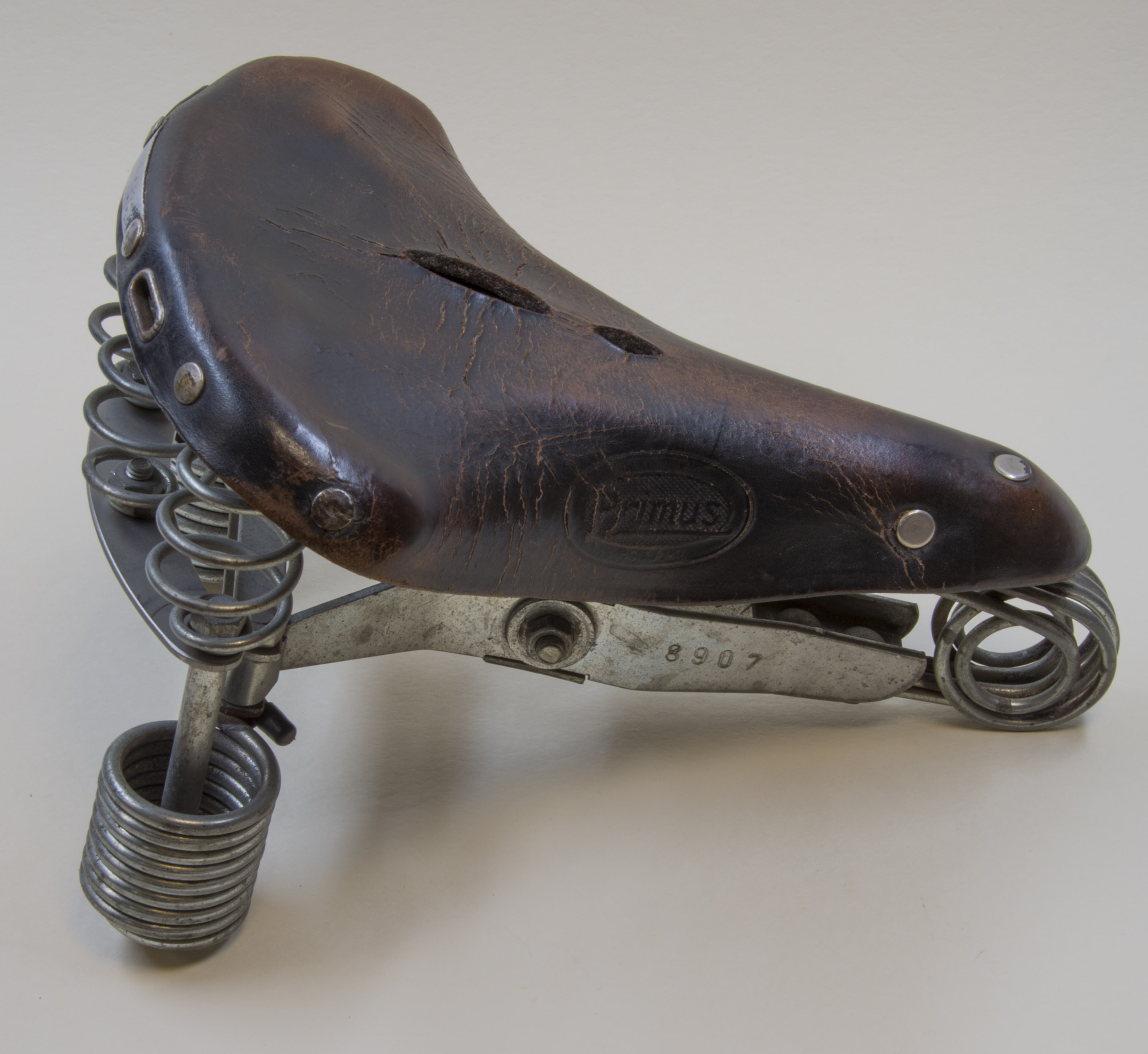
Geveerd leren Lepperzadel

Lepper was een Nederlandse fabrikant van fietsonderdelen, van origine een Duits bedrijf.
Het bedrijf ontstond eind 19e eeuw in de Duitse stad Bielefeld. Oprichter Ludwig Lepper begon daar in 1894 tassen te vervaardigen. In 1897 opende hij een fabriek voor de productie van zadels. In 1926 kwam er een dependance bij in de Nederlandse plaats Dieren. Het grootste aantal werknemers was in de jaren 1950 met 300 mensen. Tweemaal, in 1975 en 1994, ontkwam het bedrijf aan sluiting door faillissement. In 2016 verhuisde de onderneming in afgeslankte vorm naar Apeldoorn. 
Fietsonderdelen en accessoires die Lepper produceerde waren onder meer leren en kunststoffen zadels, spatborden en leren fiets- en zadeltassen.
Voor een korte periode in de jaren 70 en 80 werd het gamma verbreed naar meer fietsonderdelen en accessoires. Ze werd de Sunrace 555 derailleur verkocht onder de naam Lepper, deze derailleur was een kopie van de Shimano 600EX. Korte tijd later werd de focus terug op de kernactiviteiten gelegd.
In 2020 ging het bedrijf definitief failliet en zijn de machines verkocht.